# سامى حورى
سامى حورى (9 أغسطس 1985 بأنيار سور سين في فرنسا - ) (بالفرنسية: Samy Houri)‏ هو لاعب كرة قدم فرنسي في مركز الوسط. لعب مع أوستينده وشباب قسنطينة ونادي أرليه أفينيون ونادي باريس ونادي بروكسل ونادي راون الرياضي ونادي سانت إتيان.

## وصلات خارجية
- سامى حورى على موقع قاعدة بيانات كرة القدم.إي يو (الإنجليزية)
- سامى حورى على موقع ليكيب (الفرنسية)
- سامى حورى على موقع Soccerway.com (الإنجليزية)